# Regina Safirsztajn
Regina Safirsztajn, scritto anche Szafirztajn, Sapirsztajn, Saphirstein, Safirstein o Safir (Będzin, 1915 – campo di concentramento di Auschwitz, 6 gennaio 1945), è stata una partigiana e vittima dell'Olocausto polacca, una delle quattro donne impiccate ad Auschwitz per il ruolo avuto nella preparazione della rivolta dei Sonderkommando del 7 ottobre 1944.

## Biografia
Regina Safirsztajn nacque nel 1915 a Będzin, in Polonia, da Josef Safirsztajn, gestore di un bar e di un ristorante, e Roza Gold. Aveva sette fratelli: Chana Gitla (coniugata Ickowicz), Mordechai (emigrato negli Stati Uniti), Isaak, Ezel (residente a Łódź), Tonia, Cesia e David. Tutti avevano frequentato le scuole pubbliche polacche, ma in casa parlavano in lingua yiddish.
Quando scoppiò la seconda guerra mondiale e la Polonia fu occupata dai nazisti, la madre di Regina, Roza, era già morta da molto tempo; il padre Josef, invece, morì di infarto poco dopo l'istituzione del ghetto ebraico, dove fu anche seppellito. Durante l'internamento nel ghetto, Regina sposò Josef Szaintal, mantenendo tuttavia il proprio cognome da nubile.
Nell'agosto del 1943 fu deportata ad Auschwitz assieme alle sorelle, le cognate e i nipoti. La famiglia fu separata all'arrivo al campo: Regina fu selezionata per lavorare nella Weichsel-Union-Metalwerke, una fabbrica di munizioni; Marek (figlio di Chana Gitla), Tonia e i suoi due bambini furono assassinati immediatamente nelle camere a gas, così come la moglie e il figlio di Isaak; la moglie di David, Jadzia, nonostante avesse un bimbo piccolo, sopravvisse alla selezione e rimase con Chana Gitla e le figlie di quest'ultima.
Regina, intanto, fu coinvolta nelle attività clandestine dei membri della resistenza di Auschwitz. Insieme ad Ala Gertner e Esterka Wajcblum, contrabbandò la polvere da sparo nascondendola nelle cuciture dei suoi vestiti e passandola poi alla detenuta Roza Robota, la quale, a sua volta, la diede ai membri del Sonderkommando. Il 7 ottobre 1944 la polvere da sparo fu usata per far esplodere il crematorio IV di Birkenau. Scoperte e torturate dai nazisti, Ala, Roza, Ester e Regina furono poi impiccate pubblicamente il 6 gennaio 1945.
Ad eccezione di una nipote, Roza Ickowicz (figlia di Chana Gitla), e del fratello Mordechai emigrato in America, nessuno dei famigliari di Regina sopravvisse all'Olocausto.